# Erich Foglar

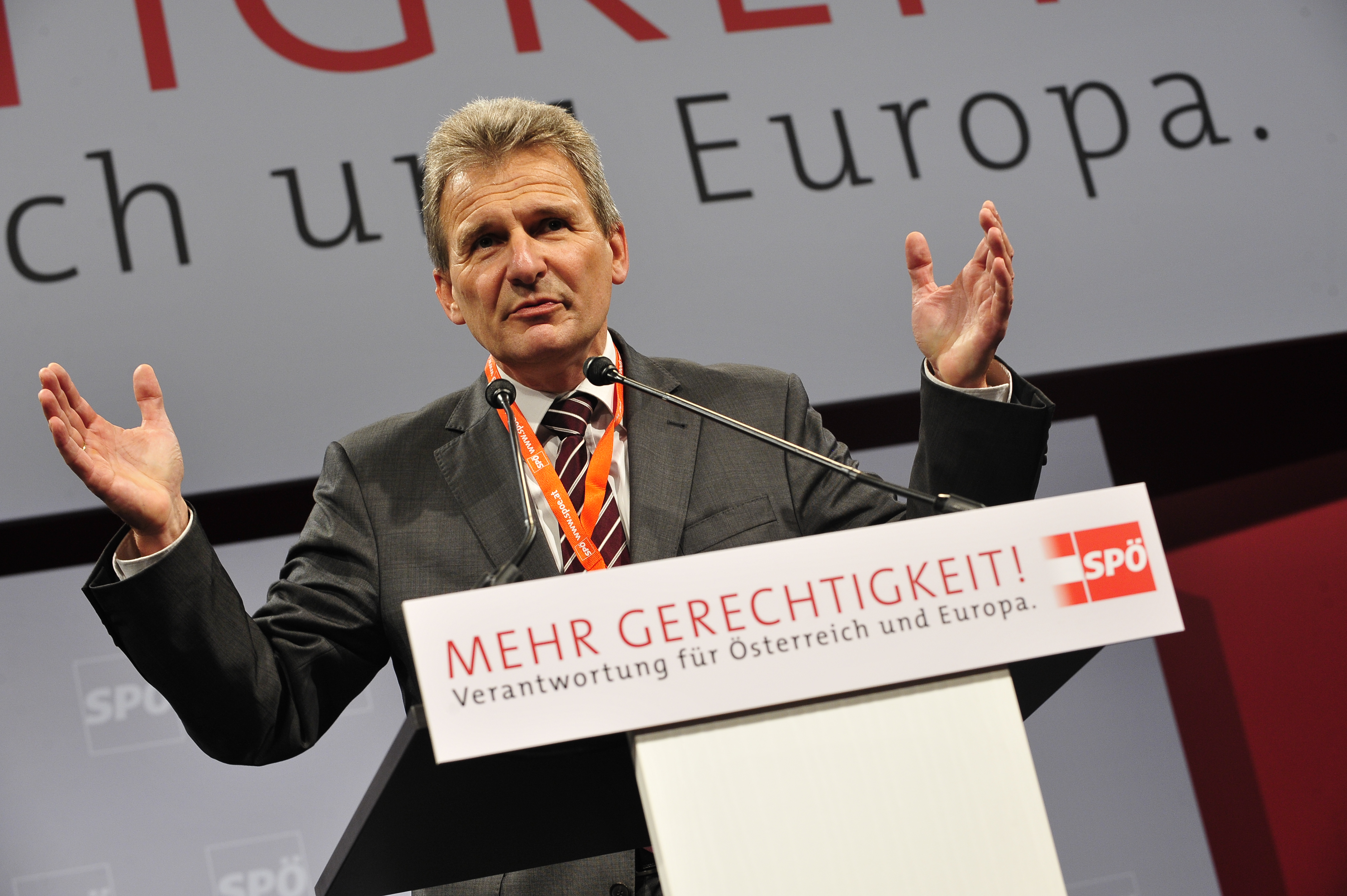
Erich Foglar (2012)

Erich Foglar (* 19. Oktober 1955 in Wien) ist ein ehemaliger österreichischer Politiker (SPÖ) und Gewerkschafter (FSG). Von 2008 bis 2018 war er Präsident des Österreichischen Gewerkschaftsbundes (ÖGB).

## Leben
Foglar ist gelernter Werkzeugmacher und seit 1971 Gewerkschaftsmitglied. Von 1979 bis 1987 war er Betriebsratsmitglied bei Philips in Wien.
Von 1987 bis 1988 war er Sekretär der Gewerkschaft Metall-Bergbau-Energie (GMBE), von 1988 bis 1992 stellvertretender Zentralsekretär. Von 1992 bis 2006 war er Zentralsekretär der GMBE (ab 2000 Gewerkschaft Metall-Textil) unter dem Vorsitzenden Rudolf Nürnberger.
Foglar war 2006 geschäftsführender leitender Sekretär des Österreichischen Gewerkschaftsbunds und war von 2006 bis 2008 Zentralsekretär der Gewerkschaft Metall-Textil.
Am 1. Dezember 2008 wurde er vom ÖGB-Vorstand als designierter Nachfolger von Rudolf Hundstorfer als ÖGB-Präsident gewählt, nachdem dieser in der Bundesregierung Faymann I in ein Ministeramt gewechselt war. Am 14. Juni 2018 folgte ihm Wolfgang Katzian als Präsident des Österreichischen Gewerkschaftsbundes nach.

## Auszeichnungen
- 2019: Großes Goldenes Ehrenzeichen für Verdienste um das Land Wien[4]